# Industrieforschung
Die Industrieforschung (auch Industrielle Forschung) ist die wissenschaftliche und ingenieurmäßige Auseinandersetzung mit praktischen Fragestellungen, die sich meist aus den wirtschaftlichen Zielsetzungen der jeweiligen Einrichtung ergeben. Industrieforschung wird bei größeren Unternehmen betrieben, die ein Interesse an technologischem Fortschritt und praktisch umsetzbaren Erkenntnissen haben. Der Übergang zur Anwendungsforschung an Hochschulen, freien Instituten und anderen Einrichtungen ist fließend und wird weniger bedeutsam, je mehr sich der Hochschulbereich der Industrie öffnet.
In vielen Fällen unterstützt der Staat die Industrieforschung mit finanziellen Mitteln aus dem Bundesministerium für Bildung und Forschung oder aus dem Bundesministerium für Wirtschaft und Energie, hier sogar mit einem eigenen Haushalttitel Industrieforschung für Unternehmen, zu dessen Teil IGF die Forschungsvereinigungen der AiF, zu INNO-KOM nur die gemeinnützigen externen Industrieforschungseinrichtungen Zutritt haben. Träger der Industrieforschungseinrichtungen ist derzeit die Zuse-Gemeinschaft.
Förderung ist auch über die Stiftung Industrieforschung (gegründet 1974) möglich. Auch die Europäische Union fördert die Industrieforschung und grenzt sie von Grundlagenforschung und „Experimenteller Entwicklung“ einerseits und von „Prozessinnovation“ und „Betrieblicher Innovation“ andererseits ab.